# Жюль Верн (лунный кратер)
Жюль Верн (лат. Jules Verne) — крупный древний ударный кратер в южном полушарии обратной стороны Луны. Название присвоено в честь французского географа и писателя Жюля Верна (1828—1905); утверждено Международным астрономическим союзом в 1961 г. Образование кратера относится к донектарскому периоду.

## Описание кратера
Ближайшими соседями кратера являются кратер Этвёш на западе; кратер Павлов на северо-западе; кратер Зейдель на северо-востоке; кратер Лундмарк на юго-востоке; кратер Рамзей на юге-юго-западе и кратер Рош на юго-западе. На северо-востоке от кратера находится Море Мечты. Селенографические координаты центра кратера 34°51′ ю. ш. 147°17′ в. д. / 34,85° ю. ш. 147,28° в. д., диаметр 145,5 км, глубина 3 км.
Кратер Жюль Верн находится внутри бассейна Южный полюс — Эйткен. За длительное время своего существования кратер значительно разрушен и имеет полигональную форму. Вал значительно сглажен, в северной части перекрыт сателлитным кратером Жюль Верн Z (см. ниже), в северо-восточной части сателлитным кратером Жюль Верн С, в восточной части сателлитным кратером Жюль Верн G. Высота вала над окружающей местностью достигает 1710 м, объём кратера составляет приблизительно 22 700 км³. Дно чаши ровное, затоплено тёмной базальтовой лавой, что нехарактерно для обратной стороны Луны, где толщина лунной коры больше чем на видимой стороне. В западной части чаши хорошо заметны останки двух небольших кратеров, валы которых выступают над поверхностью лавы. В северо-восточной части чаши располагается приметный небольшой чашеобразный кратер, в восточной и юго-восточной части располагаются борозды. Менее заметная борозда находится в северо-западной части чаши.

## Сателлитные кратеры
| Жюль Верн | Координаты                                              | Диаметр, км |
| --------- | ------------------------------------------------------- | ----------- |
| C         | 33°09′ ю. ш. 149°46′ в. д. / 33,15° ю. ш. 149,77° в. д. | 29,6        |
| G         | 35°15′ ю. ш. 150°04′ в. д. / 35,25° ю. ш. 150,07° в. д. | 32,1        |
| P         | 37°54′ ю. ш. 145°18′ в. д. / 37,9° ю. ш. 145,3° в. д.   | 56,2        |
| R         | 36°54′ ю. ш. 141°12′ в. д. / 36,9° ю. ш. 141,2° в. д.   | 42          |
| X         | 32°16′ ю. ш. 145°27′ в. д. / 32,26° ю. ш. 145,45° в. д. | 19,5        |
| Y         | 31°27′ ю. ш. 146°22′ в. д. / 31,45° ю. ш. 146,36° в. д. | 22          |
| Z         | 32°33′ ю. ш. 147°01′ в. д. / 32,55° ю. ш. 147,02° в. д. | 20,3        |

- Образование сателлитных кратеров Жюль Верн C и P относится к нектарскому периоду[3].
- Образование сателлитного кратера Жюль Верн G относится к эратосфенскому периоду[3].